# Alsophila crenulata
Alsophila crenulata là một loài thực vật có mạch trong họ Cyatheaceae. Loài này được (Mett.) Hook. mô tả khoa học đầu tiên năm 1866.